# Optant
Optant (fra latin optare, vælge) kaldes i folkeretten den borger i et afstået landområde, som ved eget valg ("option") beholder sit borgerskab i den stat, som vedkommende forud tilhørte til trods for, at vedkommende vælger at blive boende i det afståede område. En sådan ret for borgere at vælge hvilken stat, de ville tilhøre, blev først fastlagt i traktater fra midten af 1700-tallet, og siden freden i Paris 30. maj 1814 har det været en regel ved alle landafståelser at medgive en sådan ret, sikkert med en uudtalt forhåbning om, at vedkommende senere ville udvandre til det land, som han eller hun ønskede at tilhøre.

## Optanterne i Nordslesvig
Betegnelsen optanter er blevet anvendt om de indbyggere i det nordlige Slesvig (≈Sønderjylland), som efter Wienfreden 1864 fik ret til i løbet af seks år at vælge, om de ville fortsætte med at være danske undersåtter uden derfor at  skulle opgive deres faste ejendom i Nordslesvig, og som med forhåbningen om, at Pragfredens løfte om landets gentilslutning til Danmark i stort tal foretrak at regne sig som danske statsborgere og derved undgå tysk militærtjeneste, især ved udbruddet af den fransk-tyske krig i 1870. Da krigen, uventet, sluttede fordelagtigt for Tyskland, og da håbet om en snarlig folkafstemning svandt, vendte størstedelen af optanterne tilbage til Nordslesvig. Ved en særlig aftale mellem Danmark og Preussen i 1872 (Aabenraakonventionen) tilsikredes dem tillige uhindret ophold, men naturligtvis uden politiske rettigheder og med fare for at kunne udvises lige som andre udlændinge. Endnu i 1880 fandtes der cirka 25.000 danske optanter uden lokal valgret i Slesvig.
Efter 1883 naturaliseredes efterhånden et stort antal optantsønner, som tjenestegjorde i den tyske hær, og under grev Leo von Caprivis frisindede styrelse som preussisk premierminister 1890 og de følgende år optoges omkring 1.500 mandlige optanter sammen med deres hustruer og umyndige børn, i alt 6.000—7.000 personer, administrativt som preussiske medborgere. Endnu i 1898 beregnedes optanterne i Nordslesvig til at udgøre omkring 4.000 personer og optantbørn til 10.000—-12.000, heraf halvdelen kvinder. Da nationalitetsstriden omkring 1900 skærpedes, blev optanternes — ikke mindst optantbørnenes — retsstilling meget usikker, så snart myndighederne fandt dem at være til besvær ("lästig") eller ville angribe dem for at derved politisk at true deres slægtninge og venner.
Ernst Matthias von Köller, som var den tyske overpræsident over Slesvig-Holsten, forsøgte  hårdhændet at fortyske denne provins. Under hans styre 1901 og de følgende år ikke blot udvistes mange optanter, men over 1.000 personer, som længe havde været anset som preussiske borgere og udøvet både stemmeret og andre offentlige rettigheder, stempledes som optanter og blev derved overladte til myndighedernes velvilje, alt i håb om  på denne måde at kunne kue de danske nordslesvigeres politiske selvstændighedsfølelser. Da dette imidlertid mislykkedes, og de preussiske myndigheders fremfærd vakte stor forargelse både i udlandet og i selve Tyskland, åbnedes forhandlinger med Danmark, og den 11. januar 1907 blev indgået en konvention, ifølge hvilken optanternes børn skulle kunne blive preussiske undersåtter, hvis de ansøgte om det. I løbet af et par år fik 4.000—5.000 personer preussisk statsborgerskab og der igennem var optantspørgsmålet praktisk taget løst. 

## Ekstern henvisning
- Virtuelt Museum: Danske optanter Arkiveret 17. november 2015 hos  Wayback Machine